# Loi log-Cauchy
En théorie des probabilités et en statistique, la loi log-Cauchy est la loi de probabilité d'une variable aléatoire dont le logarithme suit une loi de Cauchy. Si X suit une loi de Cauchy, alors {\displaystyle Y=\exp(X)} est de loi log-Cauchy ; similairement, si Y suit une loi log-Cauchy, alors {\displaystyle X=\ln(Y)} est de loi de Cauchy.
Cette loi dépend de deux paramètres {\displaystyle \mu } et {\displaystyle \sigma }. Si une variable X suit une loi log-Cauchy, on notera {\displaystyle X\sim LC(\mu ,\sigma )}.

## Caractérisation

### Densité de probabilité
La densité de probabilité de la loi log-Cauchy est donnée par :
{\displaystyle {\begin{aligned}f(x;\mu ,\sigma )&={\begin{cases}{\frac {1}{x\pi \sigma \left[1+\left({\frac {\ln x-\mu }{\sigma }}\right)^{2}\right]}}&{\text{ si }}x>0\\0&{\text{ sinon}}\end{cases}}\\&={1 \over x\pi }\left[{\sigma  \over (\ln x-\mu )^{2}+\sigma ^{2}}\right]{\textbf {1}}_{\{x>0\}}\end{aligned}}}
où {\displaystyle \mu } est un nombre réel et {\displaystyle \sigma >0},. Si {\displaystyle \sigma } est connu, le paramètre d'échelle est {\displaystyle e^{\mu }}. Les paramètres {\displaystyle \mu } et {\displaystyle \sigma } correspondent respectivement aux paramètres de position et d'échelle de la loi de Cauchy associée,. Certains auteurs définissent {\displaystyle \mu } et {\displaystyle \sigma } comme, respectivement, les paramètres de position et d'échelle de la loi log-Cauchy.
Pour {\displaystyle \mu =0} et {\displaystyle \sigma =1}, la loi log-Cauchy est associée à la loi de Cauchy standard, la densité de probabilité est alors réduite à :
{\displaystyle f(x;0,1)={\begin{cases}{\frac {1}{x\pi (1+(\ln x)^{2})}}&{\text{ si }}x>0\\0&{\text{ sinon.}}\end{cases}}}

### Fonction de répartition
La fonction de répartition pour {\displaystyle \mu =0} et {\displaystyle \sigma =1} est :
{\displaystyle F(x;0,1)={\begin{cases}{\frac {1}{2}}+{\frac {1}{\pi }}\arctan(\ln x)&{\text{ si }}x>0\\0&{\text{ sinon.}}\end{cases}}}

### Fonction de survie
La fonction de survie pour {\displaystyle \mu =0} et {\displaystyle \sigma =1} est :
{\displaystyle S(x;0,1)={\begin{cases}{\frac {1}{2}}-{\frac {1}{\pi }}\arctan(\ln x)&{\text{ si }}x>0\\1&{\text{ sinon.}}\end{cases}}}

### Taux de défaillance
Le taux de défaillance pour {\displaystyle \mu =0} et {\displaystyle \sigma =1} est :
{\displaystyle \lambda (x;0,1)=\left({\frac {1}{x\pi \left(1+\left(\ln x\right)^{2}\right)}}\left({\frac {1}{2}}-{\frac {1}{\pi }}\arctan(\ln x)\right)\right)^{-1},\ \ x>0}
Le taux de hasard décroit au début et sur la dernière partie du support de la densité, mais il peut exister un intervalle sur lequel le taux de hasard croît.

## Propriétés
La loi log-Cauchy est un exemple de loi à queue lourde. Certains auteurs la considère comme une loi à « queue super-lourde », car elle possède une queue plus lourde que celles de type de la distribution de Pareto, c'est-à-dire qu'elle a une décroissance logarithmique,. Comme avec la loi de Cauchy, aucun des moments (non triviaux) de la loi log-Cauchy n'est fini. La moyenne et l'écart-type étant des moments, ils ne sont pas définis pour la loi log-Cauchy,.
La loi log-Cauchy est infiniment divisible pour certains paramètres. Comme les lois log-normale, log-Student et de Weibull, la loi log-Cauchy est un cas particulier de loi bêta généralisée du second type,. La loi log-Cauchy est en fait un cas particulier de la loi log-Student, comme la loi de Cauchy est un cas particulier de la loi de Student à un degré de liberté,.
Puisque la loi de Cauchy est une loi stable, la loi log-Cauchy est une loi log-stable.

## Estimation des paramètres
La médiane du logarithme naturel d'un échantillon est un estimateur robuste de {\displaystyle \mu }.